# الأساطير البطولية الجرمانية

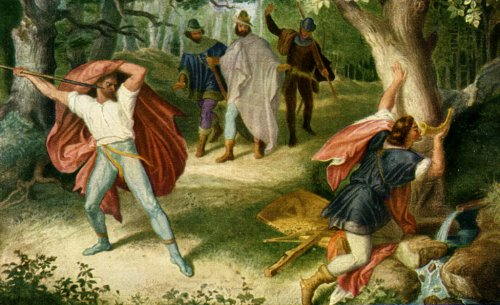
يقتل هاجن سيغفريد بينما يراقب الملوك البورغنديون غونتر وجيزيلهير وجيرنوت. يوليوس شنور فون كارولسفيلد، 1847.

الأساطير البطولية الجرمانية (بالألمانية: germanische Heldensage) هي تقليد أدبي بطولي نشأ لدى الشعوب الناطقة بالجرمانية، وتدور معظم قصصه حول عصر الهجرات (القرنين الرابع والسادس الميلادي). نُقلت القصص من تلك الحقبة، والتي أضيفت إليها قصص أخرى لاحقًا، شفهيًا، واشتهرت بين مختلف الشعوب الناطقة باللغة الجرمانية بأشكال متعددة. أعادت هذه الأساطير عادة صياغة الأحداث أو الشخصيات التاريخية بطريقة الشعر الشفهي، لتُشكل عصرًا بطوليًا ‏. غالبًا ما يُظهر الأبطال في هذه الأساطير روحًا بطولية تؤكد على الشرف والمجد والولاء فوق الاهتمامات الأخرى. مثل الأساطير الجرمانية، تُعدّ الأساطير البطولية نوعًا من أنواع الفولكلور الجرماني ‏ .